# Niklas Hjulström
Niklas Lennart Hjulström (født 15. februar 1962 i Mölndal, Göteborg) er en svensk skuespiller, instruktør og kunstner. Han er søn af skuespiller Lennart Hjulström og bror til programleder Carin Hjulström.
Hjulström gik ud af Teaterhögskolan i Stockholm i 1990, og han var kunstnerisk leder for den store scene på Folkteatern i Göteborg i en periode efter 2001.
Som skuespiller har han blandt andet spillet roller som politiassistenten Benny Skacke i Sjöwall-Wahlöö-filmatiseringer med Gösta Ekman i hovedrollen, og Annika Bengtzons mand i filmatiseringer af Liza Marklunds bøger.
Hjulström er den ene halvdel af popduoen Cue som i forbindelse med den svenske tv-serie Glappet i 1997 fik en hit med "Burnin'".

## Filmografi (i udvalg)
- Sort Lucia (1992)
- Brandbilen som forsvandt (1993)
- Strisser, strisser (1993)
- Roseanna (1993)
- Manden på balkonen (1993)
- Stockholm Marathon (1994)
- Tre kronor (tv-serie, 1994)
- Polisen och pyromanen (tv-serie, 1996)
- Rusar i hans famn (1996)
- Glappet (tv-serie, 1997, kun sangstemme)
- Sjätte dagen (tv-serie, 2000)
- Nedtælling (2001)
- Kommissarie Winter (tv-serie, 2001-2004)
- Paradiset (2003)
- Percy, Buffalo Bill og jeg (2005)
- Pigen der legede med ilden (2009)
- Luftkastellet der blev sprængt (2009)
- Blå øjne (tv-serie, 2014-2015)
- Springfloden (tv-serie, 2016)
- Familien Löwander (tv-serie, 2017)